# 티베리우스 클라우디우스 막시무스

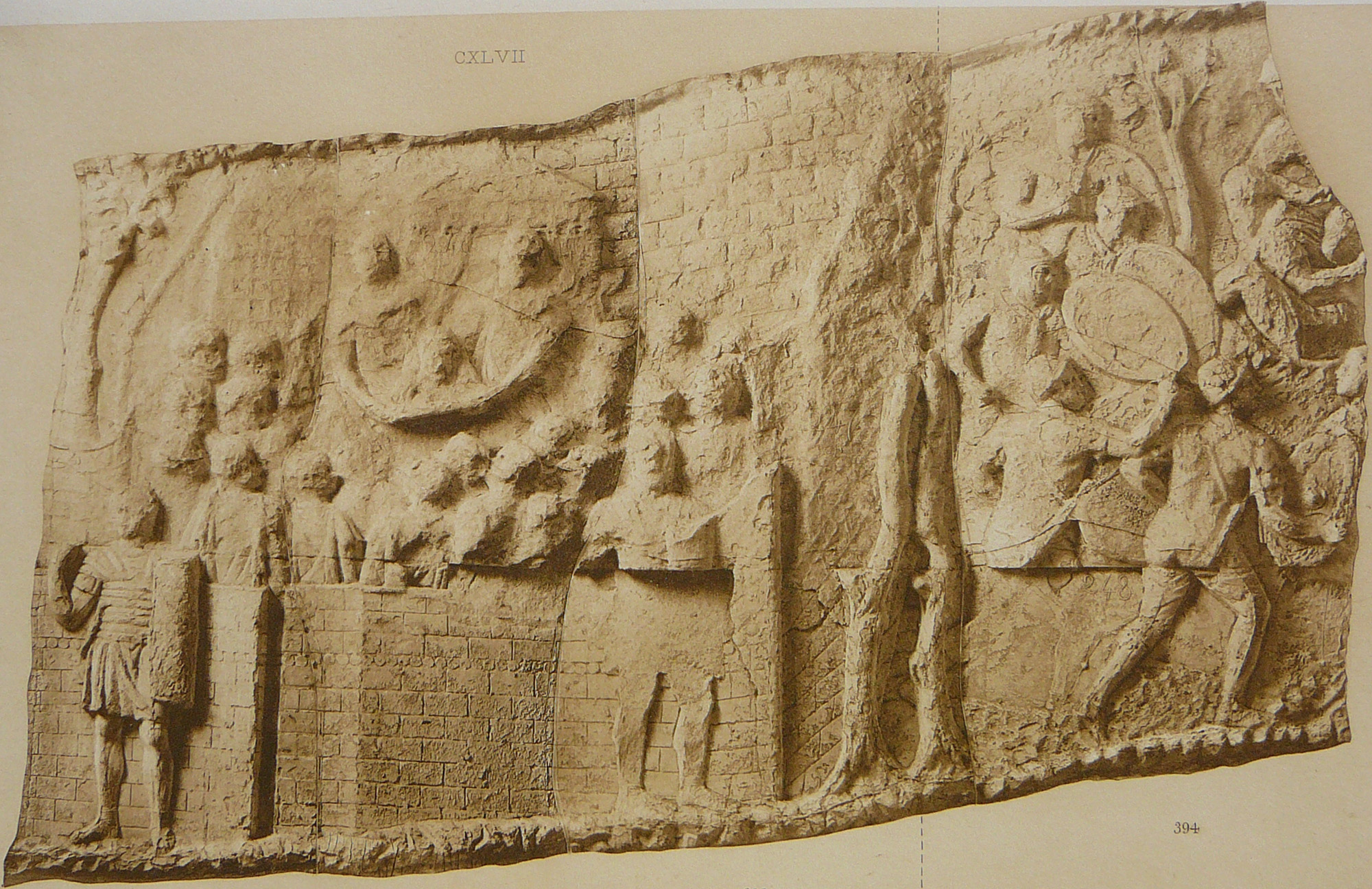
트라야누스 원주 패널의 석고 모형 (Cichorius 108). 패배한 다키아 왕 데케발루스의 머리(왼쪽 배경)가 로마 병사의 방패에 전시되고 있다 (서기 106년). 데케발루스의 머리는 트라야누스 황제의 공식적인 승리에 대한 중요한 증거물로서 로마에 보내졌다.

티베리우스 클라우디우스 막시무스 (Tiberius Claudius Maximus, 서기 117년 이후 사망)는 제정 로마군의 기병으로, 서기 85–117년 기간 도미티아누스 및 트라야누스 황제들 휘하의 로마 군단과 보조군에서 복무했다. 그는 트라야누스에게 다키아 전쟁 말 (서기 106년)에 로마 기병대에 포위되자 자결한, 다키아 왕 데케발루스의 머리를 바친 것으로 유명하다.

## 출처 자료

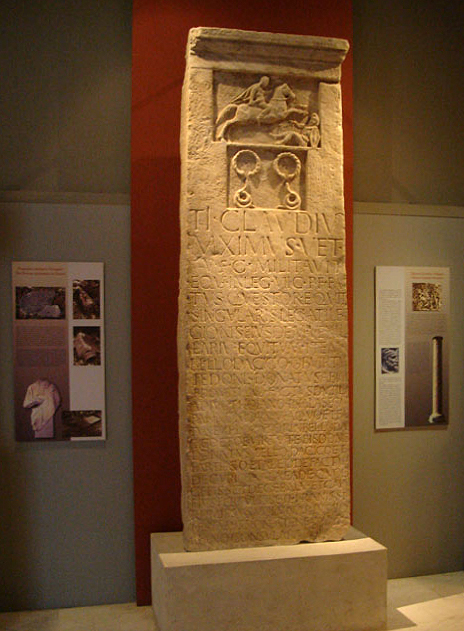
티베리우스 클라우디우스 막시무스 기념비

## 트라야누스의 파르티아 전쟁 (114-6년)

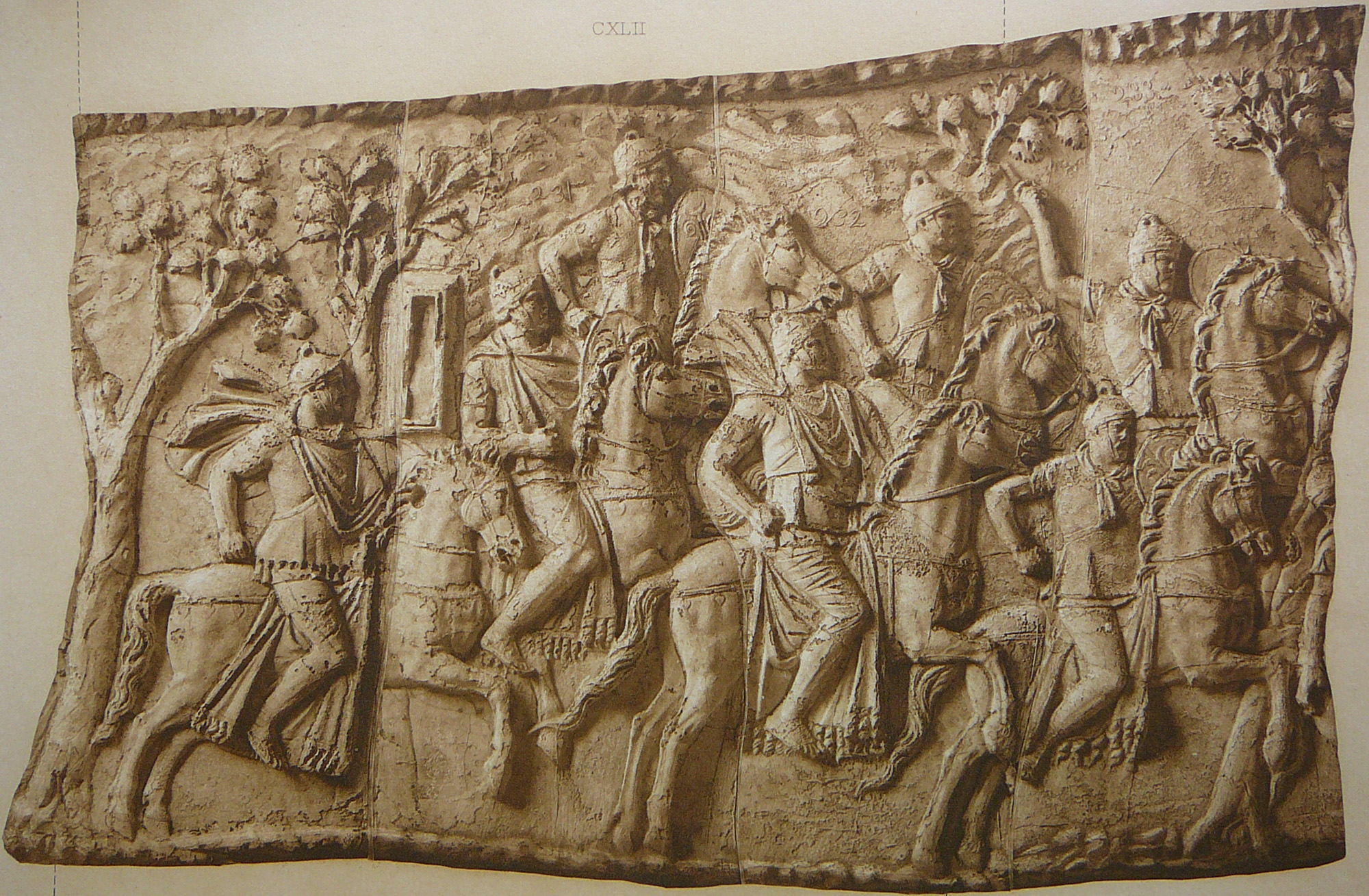
다키아 왕 데케발루스의 생포와 죽음으로 이어지는 사건들의 시작을 보여주는, 트라야누스 원주의 패널의 석고 모형 (Cichorius 104). 로마의 알라이 기병대 (목에 커치프를 두르고 쇠사슬 갑옷을 입은 이들로, 막시무스의 부대인 판노니오룸 제2알라이로 추정)와 친위대 기병대 (패널 앞쪽에 외투막을 두른 이들)들이 데케발루스와 그의 남은 추종자들을 말을 타고 추적하고 있다 [이전의 패널(Cichorius 103)에서 많은 다키아의 필레라티 (pileati, 귀족)들이 로마 황제 트라야누스에게 항복한 것을 보여주었다]

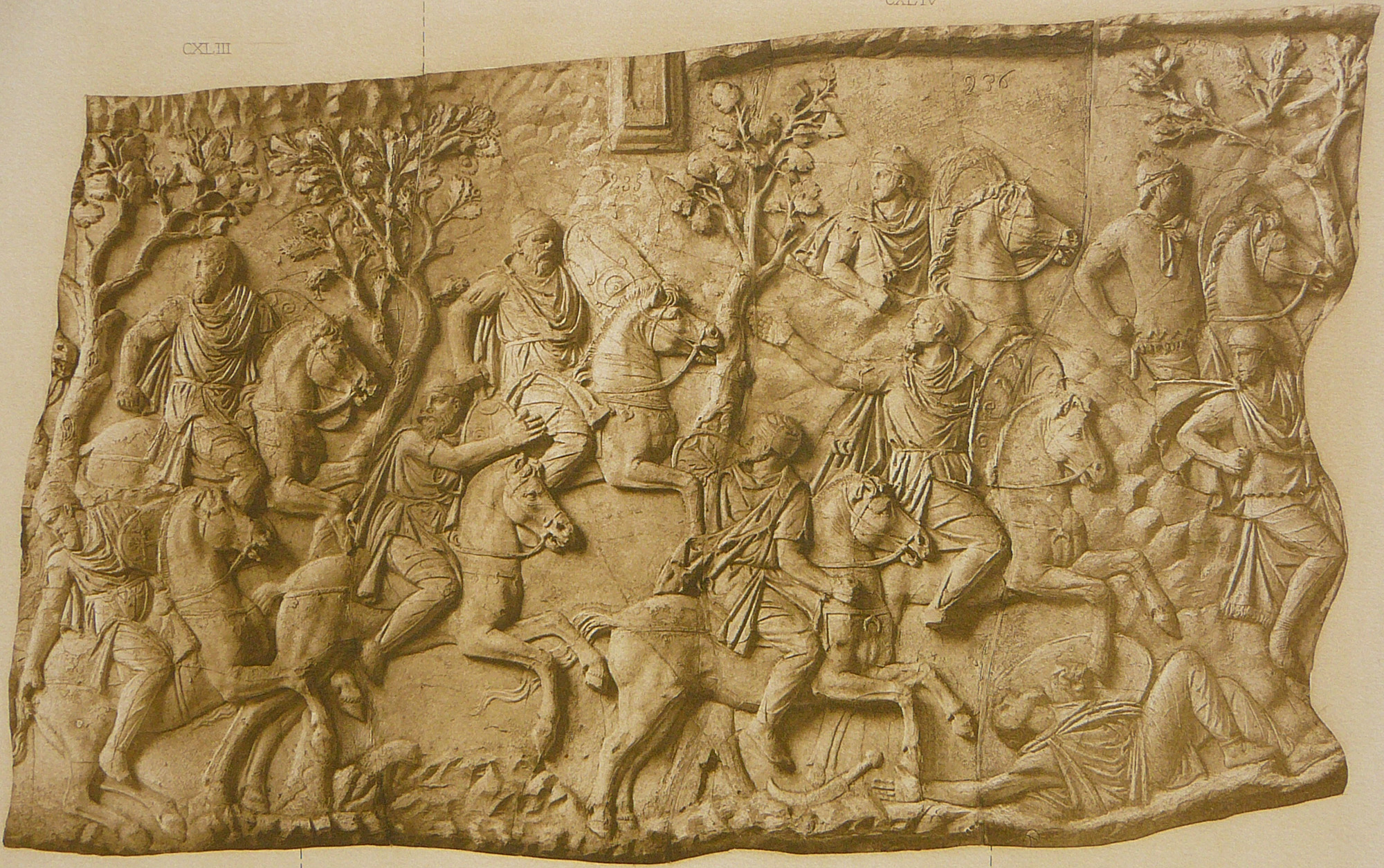
산악 지역으로 달아나는, 데케발루스 왕의 호위대인 다키아 필레라티(pileati, 귀족)를 가로막는 로마 기병대 (상단 오른쪽 구석)를 나타내는, 트라야누스 원주의 패널의 석고 모형 (Cichorius 105). 가운데 앞쪽에 필레라티는 이어지는 패널에서 묘사된 데케발루스 왕과 유사한 생김새를 지녔으며, 달아나는 데케발루스를 표현했을지도 모른다. 쓰러진 다키아인 (정면 오른쪽)과 그의 손에서 떨어진 ‘팔스’(falx, 굽어진 다키아식의 검)을 주목

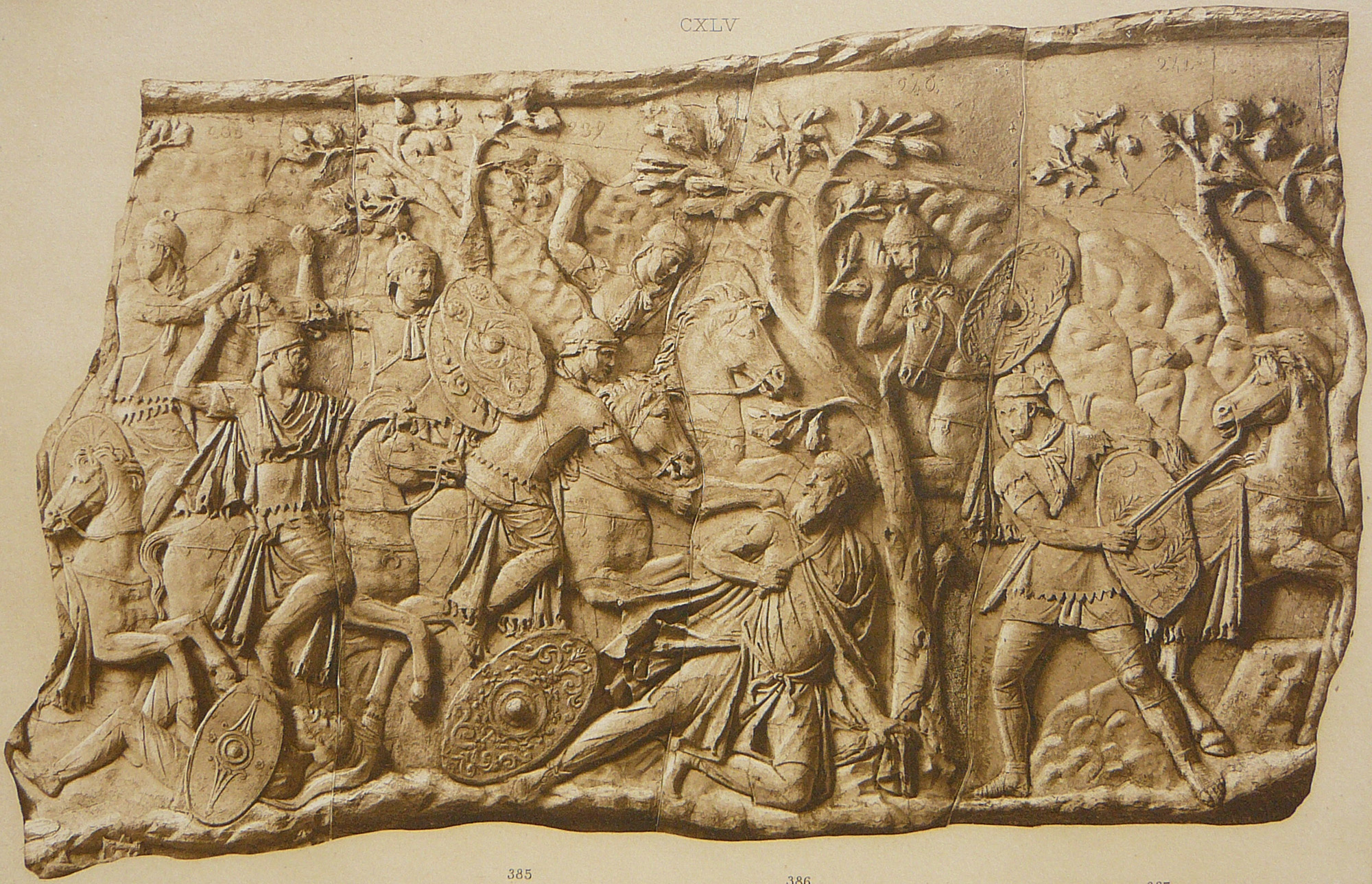
서기 106년에 궁지에 몰려 자결하는 데케발루스를 나타내는, 트라야누스 원주의 패널의 석고 모형 (Cichorius 106). 짓밟힌 다키아의 필레라티 (정면 왼쪽)와 데케발루스가 자신의 목에 대고 쥐고 있는 팔스(정면 아래쪽 가운데) 주목